# انتفاضة الأهواز 1979
كانت انتفاضة الأهواز 1979 أو انتفاضة خوزستان 1979 واحدة من الانتفاضات الوطنية في إيران، التي اندلعت في أعقاب الثورة الإسلامية الإيرانية. وقد تأثرت الاضطرابات بالمطالب العربية بالحكم الذاتي. تم قمع الانتفاضة من قبل قوات الأمن الإيرانية، مما أدى إلى مقتل أكثر من مائة شخص على كلا الجانبين.

## وصلات خارجية
Abbas – Iran, Khuzestan Province. Arab rebellion and oil .1979. Magnum Photos .